# 李松涛 (诗人)
李松涛（1950年—），原名李荣阁，笔名源桥父，男，辽宁昌图人，中国诗人，曾任中国诗歌学会副会长。